# Janvier 1779
Cette page présente les faits marquants du mois de janvier 1779.

## Événements
- 9 janvier, première guerre anglo-marathe : reddition des Britanniques à Wadgaon. Le 13, le traité de Wadgaon les force à abandonner tous les territoires qu’ils ont acquis depuis 1773[1].

- 22 janvier : Claudius Smith est pendu à Goshen (New York), pour des actes de terrorisme supposés sur les personnes des communautés environnantes.

- 23 janvier : l'astronome français Charles Messier découvre M56[2].

## Naissances
- 5 janvier :
  - Stephen Decatur, officier de Marine franco-américain, né à Sinepuxent (Maryland) et mort le 22 mars 1820 à Blandensburg (Maryland).
  - Général Zebulon Pike († 1813), explorateur américain.
- 12 janvier : Nicolas Clément (mort en 1841), physicien et chimiste français.
- 15 janvier : Louis-Antoine Beaunier (mort en 1835),ingénieur des mines français.

## Décès
- 3 janvier : Claude Bourgelat (né en 1712), est un vétérinaire français, créateur des écoles vétérinaires.
- 20 janvier : David Garrick, comédien, directeur de théâtre et dramaturge britannique (1717-1779).
- 22 janvier : Jeremiah Dixon (né en 1733), géomètre et astronome anglais.